# Nowaja Uda (obwód irkucki)
Nowaja Uda (ros. Новая Уда) – wieś (sieło) w Rosji, w obwodzie irkuckim, w rejonie ust-udińskim. W 2010 liczyła 1058 mieszkańców.